# 5-Hidroksimetilcitozin
5-Hidroksimetilcitozin je pirimidinska azotna baza koja ulazi u sastav DNK. On se formira iz DNK baze citozin dodavanjem metil grupe, a zatim hidroksil grupe. Ovaj molekul je važan u epigenetici, zato što hidroksimetilna grupa na citozinu može da uključi i isključi gen. Ona je prvi put zapažena kod bakteriofaga 1952. godine. Međutim, 2009. je utvrđeno da je ona isto tako prisutna u izobilju u mozgu čoveka i miševa, kao i u embrionskim matičnim ćelijama. Ona se kod sisara može generisati oksidacijom 5-metilcitozina. Ovu reakciju posreduje Tet familija enzima. Njena molekulska formula je C5H7N3O2.

## Lokalizacija
Postoje indikacije da svaka ćelija sisara sadrži 5-hidroksimetilcitozin, mada nivoi znatno variraju u zavisnosti od tipa ćelije. Najviši nivoi su nađeni u neuronskim ćelijama centralnog nervnog sistem. Količina hidroksimetilcitozina raste sa godinama. To je pokazano u studijama na hipokampusu i malom mozgu miševa.

## Literatura
1. ↑   уреди
2. ↑  Evan E. Bolton; Yanli Wang; Paul A. Thiessen; Stephen H. Bryant (2008). „Chapter 12 PubChem: Integrated Platform of Small Molecules and Biological Activities”. Annual Reports in Computational Chemistry. 4: 217—241. doi:10.1016/S1574-1400(08)00012-1.
3. ↑  Warren RA (1980). „Modified bases in bacteriophage DNAs”. Annu. Rev. Microbiol. 34: 137—158. PMID 7002022. doi:10.1146/annurev.mi.34.100180.001033.
4. ↑  Wyatt GR, Cohen SS (1952). „A new pyrimidine base from bacteriophage nucleic acids”. Nature. 170 (4338): 1072—1073. PMID 13013321. doi:10.1038/1701072a0.
5. ↑  Kriaucionis S, Heintz N (2009). „The nuclear DNA base 5-hydroxymethylcytosine is present in Purkinje neurons and the brain”. Science. 324 (5929): 929—930. PMID 19372393. doi:10.1126/science.1169786.
6. ↑  Tahiliani M;  . (2009). „Conversion of 5-methylcytosine to 5-hydroxymethylcytosine in mammalian DNA by MLL partner TET1”. Science. 324 (5929): 930—935. PMC 2715015 . PMID 19372391. doi:10.1126/science.1170116.
7. 1 2  Münzel M;  . (2010). „Quantification of the Sixth DNA Base Hydroxymethylcytosine in the Brain”. Angew. Chem. Int. Ed. 49 (31): 5375—5377. doi:10.1002/anie.201002033.
8. ↑  Szwagierczak A;  . (2010). „Sensitive Enzymatic Quantification of 5-Hydroxymethylcytosine in Genomic DNA”. Nucleic Acids Res. 38 (19): e181. PMC 2965258 . PMID 20685817. doi:10.1093/nar/gkq684.
9. ↑  Globisch D;  . (2010).  Croft, Anna Kristina, ур. „Tissue Distribution of 5-Hydroxymethylcytosine and Search for Active Demethylation Intermediates”. PLoS ONE. 5 (12): e15367. PMC 3009720 . PMID 21203455. doi:10.1371/journal.pone.0015367.
10. ↑  Song C-X;  . (2010). „S elective chemical labeling reveals the genome-wide distribution of 5-hydroxymethylcytosine”. Nat. Biotech. 29 (1): 68—72. doi:10.1038/nbt.1732.

## Spoljašnje veze
- Antitelno prepoznavanje 5-hidroksimetilcitozina